# Sprängstjärnen, Jämtland
Sprängstjärnen är en sjö i Åre kommun i Jämtland och ingår i Indalsälvens huvudavrinningsområde.